# Миколаївська загальноосвітня школа № 19
Миколаївська загальноосвітня школа І-ІІІ ступенів № 19
Миколаївська загальноосвітня школа І-ІІІ ступенів № 19 введена до експлуатації 1 вересня 1974 року. Школа має ліцензію на право викладання. До школи приймаються діти віком з 6 років за заявою батьків.
Управління навчальним закладом відбувається у відповідності із законодавством України. Органами управління є: Рада школи, загальні збори трудового колективу, педагогічна рада, адміністрація.
Головною метою діяльності МЗОШ № 19 є створення необхідних комфортних умов для виховання і навчання особистості. Школа робить ставку на формування життєвої компетентності всіх учасників навчально-виховного процесу.
Як інструмент для визначення рівня сформованості ключових компетентностей ми використовуємо рейтингову систему — конкурс «Кращий учень» і «Кращий клас», яка багато років діє в школі.

## Директори
- Харитонова Олександра Петрівна (1974—1976)
- Тижнева Людмила Георгіївна (1976—1977)
- Товстико Ганна Миколаївна (1977—1991)
- Починаючи з 1991 року, заклад очолює Ільїн Олексій Олексійович.

## Нагороди та відзнаки
2006 р. МЗОШ № 19 стала лауреатом Всеукраїнського конкурсу «100 кращих шкіл України».
2009 р. нагороджена дипломом та відзнакою «Флагман освіти і науки України».
2010 р. отримала диплом міжнародної виставки-презентації «Сучасні навчальні заклади-2010»,
2011 р. знаком «Інтелект нації», в 2014 році школа занесена до книги: «Педагогічна еліта» циклу «Знайомтеся-Україна!»;«Гордість України: міста-ювіляри 2014».

## Музеї
- Музей-кімната «Пам'яті земляка» (присвячено миколаївському поету Марку Лисянському[2]
- Музей-кімната Бойової слави

## Шкільна газета «Філін»

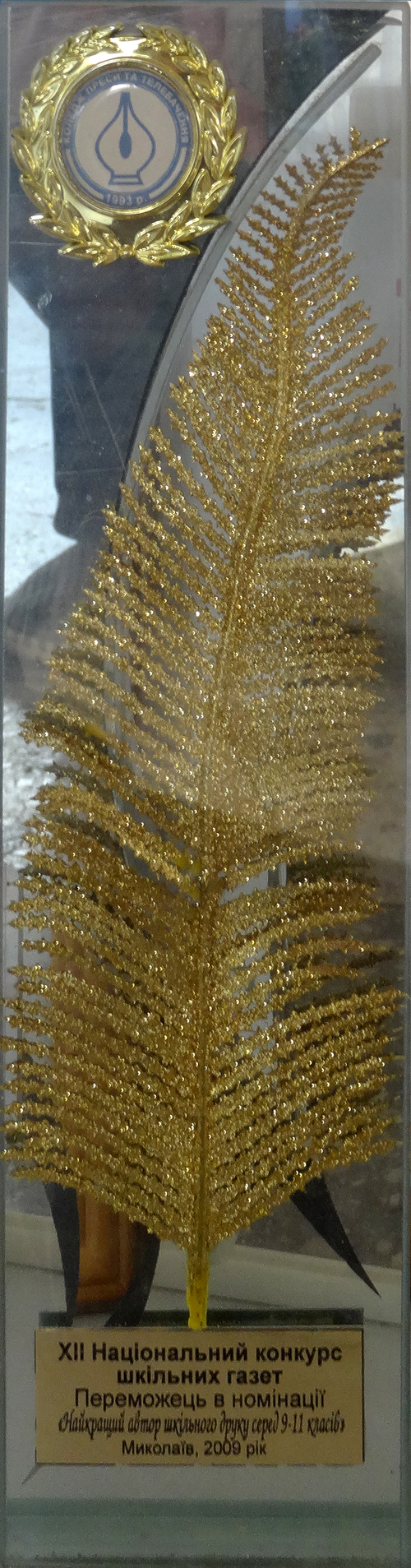

Була створена органом самоврядування школи і функціонує з 1992 року. Перша газета була опублікована без назви, потім газета отримала назву «Шкільна газета», «Наша газета». З 1997 вона відома як газета «Філін». Текст надруковувався на російській, українській та англійській мовах. Девіз газети — «„Філин“ все бачить і все помічає.»
За години існування газета «Філін» постійно брала участь в Міжнародних та Всеукраїнських конкурсах шкільних медіа:
2006 рік — 2 місце в 10 Національному конкурсі шкільних газет в номінації «Краща шкільна печатна газета».
2008 рік — перемога в 11 Національному конкурсі шкільних газет, особливий приз журі.
2009 рік — перемога в Міжнародному конкурсі «Шкільних медіа» Коледжу преси та телебачення в номінації «Краща друкована стаття шкільної газети».
2012 рік — 1 місце в 15 Міжнародному конкурсі «Шкільних медіа» в номінації «Євроінтеграція України».
2016 рік — 1 місце в 16 Міжнародному конкурсі «Шкільних медіа» в номінації «Свобода слова в Україні».
Засновники газети: Ільїн А. А., Бондар С. М., Анашкіна О. О.
Головний редактор: Яценко І. А.
Кореспонденти: учні школи з 1 по 11 клас.